# Lubuk Jale
Lubuk Jale is een bestuurslaag in het regentschap Bengkulu Utara van de provincie Bengkulu, Indonesië. Lubuk Jale telt 612 inwoners (volkstelling 2010).